# 华家岭镇
华家岭镇，是中华人民共和国甘肃省定西市通渭县下辖的一个乡镇级行政单位。
2017年，甘肃省民政厅批复同意撤销华家岭乡，设立华家岭镇。

## 行政区划
华家岭镇下辖以下地区：
新站村、石勿村、老站村、西家去村、活马滩村、后湾村、李家岔村、班家岔村、大牛村、小牛村、朱家堡村、梁家去村、石卜沟村、高尧村、善马沟村、黄河村、牛家山村和世歌窑村。